# National Football League 1950s All-Decade Team
Das National Football League 1950s All-Decade Team beinhaltet die Liste der besten NFL-Spieler der 1950er Jahre. Die Spieler werden durch Wahl aufgenommen. Gewählt werden die American-Football-Spieler von den Verantwortlichen der Pro Football Hall of Fame. Sie werden damit für ihre Leistungen als Spieler ausgezeichnet. Eine automatische Aufnahme in die Ruhmeshalle des amerikanischen Footballsports ist damit jedoch nicht verbunden. Die Spieler werden lediglich in den Rekordbüchern der NFL geehrt. In den 50er Jahren waren Spieler die auf verschiedenen Positionen spielten immer noch zu finden. Die Spezialisierung der Spieler schritt aber stark voran. Bei der Wahl zur Ehrenliste wurden zum ersten Mal Spieler getrennt nach Defense und Offense berücksichtigt. Gewählt wurde auch zum ersten Mal ein Kicker.

## Offense
| Spielerposition | Spielername       | Profimannschaft                      | College                                      |
| --------------- | ----------------- | ------------------------------------ | -------------------------------------------- |
| Quarterback     | Otto Graham       | Cleveland Browns                     | Northwestern University                      |
| Quarterback     | Norm Van Brocklin | Los Angeles Rams Philadelphia Eagles | University of Oregon                         |
| Quarterback     | Bobby Layne       | Detroit Lions Pittsburgh Steelers    | University of Texas at Austin                |
| Runningback     | Frank Gifford     | New York Giants                      | University of Southern California            |
| Runningback     | Ollie Matson      | Chicago Cardinals Los Angeles Rams   | University of San Francisco                  |
| Runningback     | Hugh McElhenny    | San Francisco 49ers                  | University of Washington                     |
| Runningback     | Lenny Moore       | Baltimore Colts                      | Penn State University                        |
| Full back       | Alan Ameche       | Baltimore Colts                      | University of Wisconsin–Madison              |
| Full back       | Joe Perry         | San Francisco 49ers Baltimore Colts  | Compton Community College                    |
| End             | Raymond Berry     | Baltimore Colts                      | Southern Methodist University                |
| End             | Tom Fears         | Los Angeles Rams                     | UCLA                                         |
| End             | Bobby Walston     | Philadelphia Eagles                  | University of Georgia                        |
| End             | Elroy Hirsch      | Los Angeles Rams                     | University of Michigan                       |
| Tackle          | Roosevelt Brown   | New York Giants                      | Morgan State University                      |
| Tackle          | Bob St. Clair     | San Francisco 49ers                  | University of Tulsa                          |
| Guard           | Dick Barwegan     | Chicago Bears Baltimore Colts        | Purdue University                            |
| Guard           | Jim Parker        | Baltimore Colts                      | Ohio State University                        |
| Guard           | Dick Stanfel      | Detroit Lions Washington Redskins    | San Francisco JC University of San Francisco |
| Center          | Chuck Bednarik    | Philadelphia Eagles                  | University of Pennsylvania                   |

## Defense
| Spielerposition  | Spielername       | Profimannschaft                              | College                                                  |
| ---------------- | ----------------- | -------------------------------------------- | -------------------------------------------------------- |
| Defensive End    | Len Ford          | Cleveland Browns Green Bay Packers           | University of Michigan                                   |
| Defensive End    | Gino Marchetti    | Dallas Texans Baltimore Colts                | San Francisco                                            |
| Defensive Tackle | Art Donovan       | New York Yanks Dallas Texans Baltimore Colts | Boston College                                           |
| Defensive Tackle | Leo Nomellini     | San Francisco 49ers                          | University of Minnesota                                  |
| Defensive Tackle | Ernie Stautner    | Pittsburgh Steelers                          | Boston                                                   |
| Linebacker       | Joe Fortunato     | Chicago Bears                                | Virginia Military Institute Mississippi State University |
| Linebacker       | Bill George       | Chicago Bears                                | Wake Forest University                                   |
| Linebacker       | Sam Huff          | New York Giants                              | West Virginia University                                 |
| Linebacker       | Joe Schmidt       | Detroit Lions                                | University of Pittsburgh                                 |
| Cornerback       | Dick Lane         | Los Angeles Rams Chicago Cardinals           | Scottsbluff                                              |
| Cornerback       | Jack Butler       | Pittsburgh Steelers                          | St. Bonaventure University                               |
| Safety           | Jack Christiansen | Detroit Lions                                | Colorado State University                                |
| Safety           | Yale Lary         | Detroit Lions                                | Texas A&M University                                     |
| Safety           | Emlen Tunnell     | New York Giants Green Bay Packers            | University of Toledo University of Iowa                  |

## Special Teams
| Spielerposition | Spielername | Profimannschaft  | College               |
| --------------- | ----------- | ---------------- | --------------------- |
| Kicker          | Lou Groza   | Cleveland Browns | Ohio State University |